# Mercedes-Benz L 3250
Mercedes-Benz L 3250/L 3500/L 4500 är en serie lastbilar, tillverkade av den tyska biltillverkaren Mercedes-Benz mellan 1949 och 1961.
Mercedes-Benz presenterade sin första nya lastbil efter andra världskriget i maj 1949. L 3250 uppdaterades redan efter mindre än ett år till L 3500. Siffran i modellbeteckningen indikerar lastvikten i kg. Modellen var helt nykonstruerad, med undantag för hytten som hängde med från 1930-talets L 6500-serie. Med den nya lastbilen introducerades OM300-motorn, en serie dieselmotorer som i vidareutvecklad form skulle hänga med fram till slutet av 1990-talet. Det var en sexcylindrig radmotor av förkammartyp som i sitt första utförande med 4,6 liters slagvolym gav 90 hk .
1953 tillkom en lite kraftigare modell med högre lastförmåga, kallad L 4500. Året därpå bytte Mercedes-Benz modellbeteckningar, så L 3500 blev L 311 och L 4500 blev L 312. Tillverkningen i Västtyskland avslutades 1961, men fortsatte ytterligare ett antal år i Mercedes-Benz fabriker i Sydamerika och på licens hos Tata Motors i Indien .